# Markus Krienke
Markus Krienke (* 28. Februar 1978 in Grünstadt) ist ein deutscher katholischer Theologe, Philosoph und Jurist. Er lehrt an der Theologischen Fakultät Lugano.

## Leben und Wirken
Krienke studierte Philosophie und Theologie in Rom und München, wo er 2001 das Diplom und 2003 als Stipendiat der Konrad-Adenauer-Stiftung das Doktorat der katholisch-theologischen Fakultät der Ludwig-Maximilians-Universität München bei Richard Heinzmann und Martin Thurner mit einer Doktorarbeit über Antonio Rosmini erwarb.
2004 arbeitete er als Habilitand am Lehrstuhl für Christliche Sozialethik der katholisch-theologischen Fakultät München. Zu dieser Zeit war er Stipendiat der Eugen-Biser-Stiftung. Er wurde auf Basis seiner Forschungsarbeit „Iustitia in dignitate. Grundlegungsfragen einer christlichen Rechtsethik“ habilitiert. Gleichzeitig studierte Krienke bis zum Abschluss 2007 Rechtswissenschaften in München.
Seit 2001 leitete er am Münchner Lehrstuhl für Christliche Philosophie das Projekt „Antonio Rosmini“ aus dem 2003 die Übersetzung des „Profilo filosofico di Antonio Rosmini“ (2003) sowie eine monographische Sondernummer der Münchner Theologischen Zeitschrift zur Aktualität Rosminis, mit einer Einleitung Walter Kasper (2005) hervorging. 2006 erschien im Rahmen desselben Projekts die erste textkritische Edition eines theologischen Werkes Rosminis in Deutsch.
Ab 2003 war Krienke Assistent am Lehrstuhl für Christliche Philosophie in München. Im Sommersemester 2004 arbeitete er an der Universität Udine. 2006/07 war er Gastprofessor am Studio Teologico Laurentianum in Venedig, das zur Päpstlichen Universität Antonianum gehört. Seit 2008 ist Krienke Vertragsprofessor an der Philosophischen Fakultät der Päpstlichen Lateranuniversität in Rom. 
Seit 2001 gehört er mehreren wissenschaftlichen Beiräten an, so dem „Forum Orient-Okzident“ in Triest und seit 2005 dem „Consiglio Scientifico“ der „Rivista Rosminiana di filosofia e di cultura“. Ferner gehört er dem italienischen nationalen Beirat der Konrad-Adenauer-Stiftung in Rom an.
Krienke lebt in Mailand.

## Werke (Auswahl)
- Antonio Rosmini : ein Philosoph zwischen Tradition und Moderne. Freiburg im Breisgau und München 2008, ISBN 978-3-495-48249-0
- Identitäten in Europa - europäische Identität (mit Matthias Belafi). Wiesbaden: Deutscher Universitätsverlag 2007, ISBN 978-3-8350-6050-0
- Rosmini und die deutsche Philosophie - Rosmini e la filosofia tedesca. Berlin: Duncker & Humblot 2007, ISBN 978-3-428-12603-3
- Theologie - Philosophie - Sprache: Einführung in das theologische Denken Antonio Rosminis. Regensburg: Pustet 2006, ISBN 978-3-7917-1996-2